# Telde

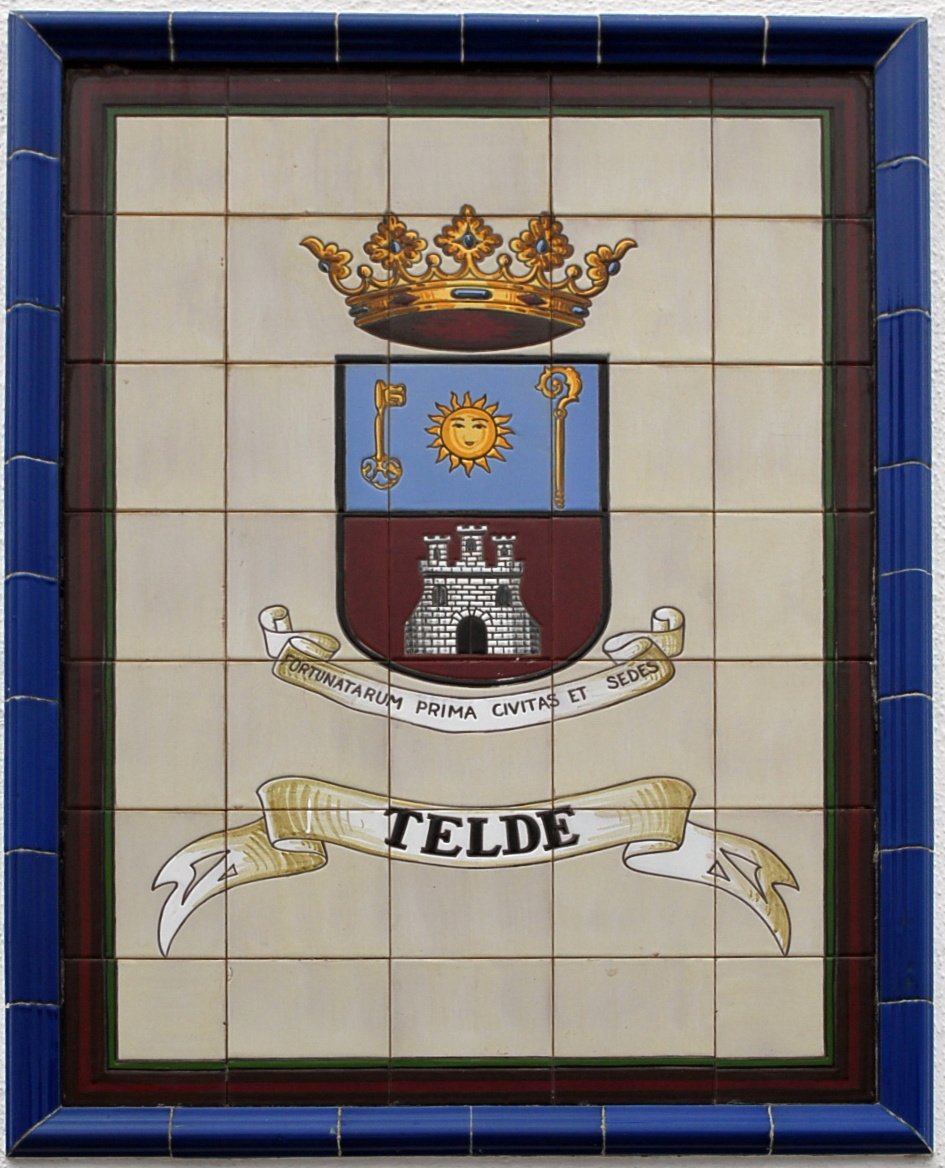
Stadtwappen von Telde

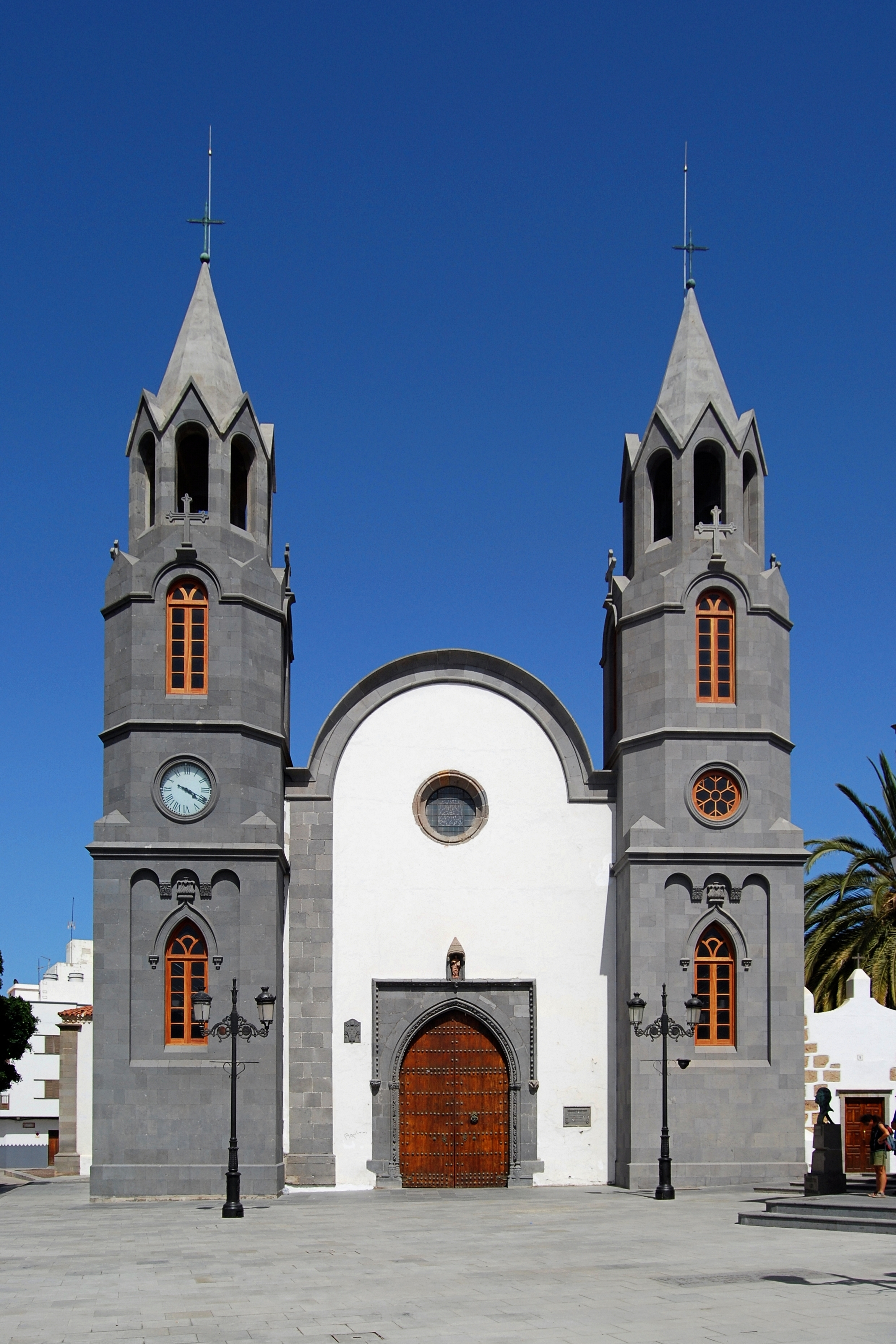
Iglesia de San Juan Bautista

Telde ist eine Großstadt auf der Kanarischen Insel Gran Canaria. Sie hat 102.867 Einwohner (Stand: 2024) auf einer Fläche von 102,43 km². Damit ist der frühere Inselhauptort heute die zweitgrößte Stadt der Insel. Nahe dem Gemeindeteil Gando liegt der internationale Flughafen von Gran Canaria.
Telde liegt etwa 15 Kilometer südlich von Las Palmas de Gran Canaria. Die Nachbargemeinden sind Las Palmas de Gran Canaria im Norden, Ingenio im Süden, Valsequillo im Westen und Santa Brígida im Nordwesten.

## Einwohnerentwicklung

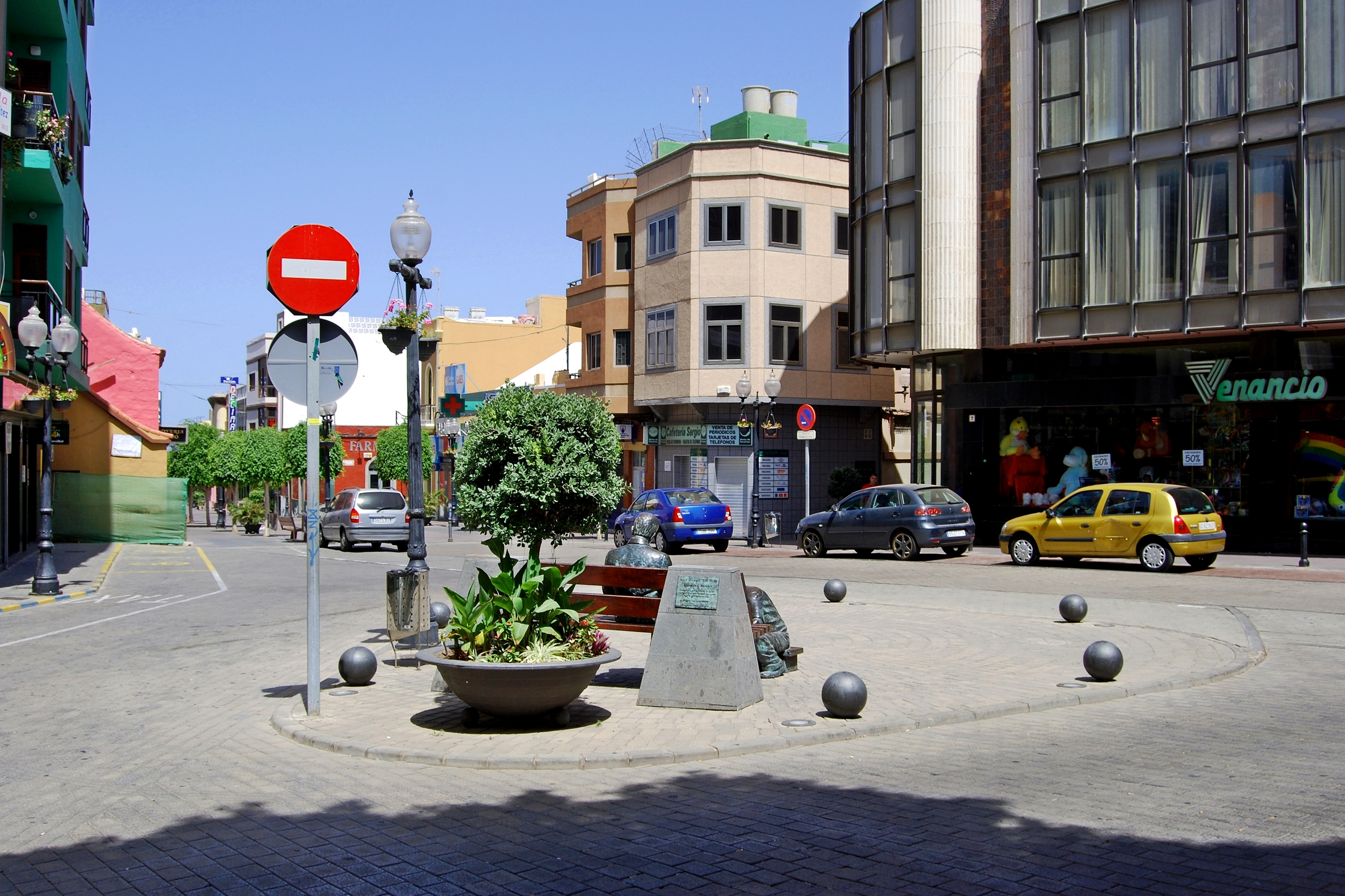
Platz in Telde

| Jahr | Einwohner | Bevölkerungsdichte |
| ---- | --------- | ------------------ |
| 1991 | 77.356    | N. N.              |
| 1996 | 84.389    | N. N.              |
| 2001 | 87.949    | 862,2 Ew./km²      |
| 2005 | 96.547    | 942,6 Ew./km²      |
| 2011 | 101.375   | 989,7 Ew./km²      |
| 2021 | 102.769   | 1003,3 Ew./km²     |

## Geschichte
Archäologische Funde (Keramikscherben u. a.) sowie der Bericht des Leonardo Torriani, der etwa 100 Jahre nach der spanischen Eroberung die Insel besuchte, lassen darauf schließen, dass Telde neben seiner politischen Bedeutung auch ein wichtiges Marktzentrum darstellte.
Telde setzte sich damals aus zwei Ortschaften zusammen: Tara und Cendro. Im Bereich des ehemaligen Tara wurde vermutlich eines der bedeutendsten Zeugnisse der Kultur der Canarios gefunden, die offenbar weibliche Kultfigur „Idolo de Tara“.
In der Zeit von 1351 bis 1393 war in Telde der Sitz des Bischofs der Glücklichen Inseln (Fortunatae Insulae).
Nach der spanischen Eroberung der Insel gründete die Inselverwaltung den Ort Telde mit dem Zentrum San Francisco im Norden der heutigen Stadt und die Siedlung Los Llanos südlich davon.
Während sich im Nordteil um Verwaltungssitz, Franziskanerkloster und Pfarrkirche die spanische Bevölkerung ansiedelte und wohlhabende Händler ihre Anwesen errichteten, lebten in Los Llanos in Afrika gefangene schwarze Sklaven.
Diese wurden zur Arbeit auf den Zuckerrohrplantagen und in den Zuckermühlen der Region eingesetzt und mehrten damit den Wohlstand der Oberschicht von Telde.
Hier fand auch einer der bedeutendsten Sklavenmärkte der Kanarischen Inseln statt: Die Sklaven wurden in demütigender Weise wie Vieh angeboten, begutachtet und verkauft.
Die Stadt entwickelte sich zur nach Las Palmas bedeutendsten Siedlung auf der Insel und profitierte auch von ihrer Nähe zur Hauptstadt.
Durch ihre Binnenlage war sie außerdem sicher im Falle von Angriffen der Freibeuter, die die Kanarischen Inseln öfters überfielen.
1836 wurden die Franziskaner (OFM) aus Telde ausgewiesen.
Im Jahr 1843 wurde in Telde der Ingenieur Juan León y Castillo geboren, der später die Erweiterung und Modernisierung des Hafens von Las Palmas durchführte.
Im 20. Jahrhundert musste Telde, wie die ganze Insel, einen wirtschaftlichen Niedergang verkraften.
Erst mit dem Bau und den mehrfachen Erweiterungen des internationalen Flughafens im Osten des Bezirks erholte sich die Lage.
Heute ist Telde Sitz vieler kanarischer Unternehmen.

## Sehenswürdigkeiten
Die historischen Sehenswürdigkeiten konzentrieren sich in der Altstadt von Telde, dem Barrio San Francisco im Norden des Stadtgebietes.
Als bedeutendste Sehenswürdigkeit der Stadt und als einer der kunsthistorisch wertvollsten Sakralbauten der Insel gilt die städtische Pfarrkirche San Juan Bautista, die Johannes dem Täufer geweiht ist (28° 0′ 11,7″ N, 15° 24′ 50″ W). Um 1520 wurde mit dem Bau der dreischiffigen, aus verschiedenfarbigem Vulkangestein gefügten Kirche begonnen, die spätgotische Hauptfassade ist noch aus dem 16. Jh. erhalten.
Im 17. und 18. Jahrhundert wurden bauliche Veränderungen im Stil des Barock vorgenommen und im 19. Jahrhundert erfolgte die Erneuerung des Mittelschiffes.
Die beiden Glockentürme wurden erst im 20. Jahrhundert errichtet.
Kunsthistorisch bedeutend ist im Kircheninnern das flämische Retabel des Hochaltars, das um 1500 geschaffen wurde und sechs Szenen aus dem Leben der Heiligen Jungfrau und Gottesmutter Maria zeigt: die Geburt Jesu Christi, die Hochzeit Marias mit Joseph, die Verkündigung durch den Erzengel Gabriel, die Heimsuchung Mariens, die Beschneidung Jesu und die Anbetung der Heiligen Drei Könige.
Der Christus am Kreuz des Hochaltars wurde im 16. Jh. in Mexiko aus Maismark gefertigt und wiegt daher trotz seiner Lebensgröße nur 7 kg.
Die Darstellung des heiligen Bernhard ist ein Werk von Vicente Carducci (1578–1638), mehrere Skulpturen in der Kirche stammen von Luján Pérez.
Ebenfalls in der Altstadt befindet sich in einem alten kanarischen Herrenhaus mit Holzbalkonen und Innenhof das Museo León y Castillo, das den hier geborenen Brüdern León y Castillo gewidmet ist.
Fernando León y Castillo (1842–1918) setzte sich als spanischer Außenminister ab 1881 besonders für die Angelegenheiten der Kanarischen Inseln ein, sein Plan eines internationalen Handelshafens in Las Palmas wurde schließlich von seinem Bruder Juan León y Castillo übernommen, der den Bau des Hafens als Ingenieur leitete.
In dem Museum werden antike kanarische Möbel, persönliche Erinnerungsstücke der Brüder und Bilder sowie Pläne des Hafens von Las Palmas gezeigt.
Außerhalb der Stadt erhebt sich die 319 m hohe Montana de las Cuatro Puertas, der Berg der vier Tore, der in altkanarischer Zeit ein bedeutendes Kultzentrum beherbergte.
Benannt ist er nach vier in den Berg hineinführenden, künstlichen Felsöffnungen, hinter denen sich eine Halle anschließt, die das Kultzentrum bildete.
Der freie Platz vor der Höhle wurde als Tagoror, als Versammlungsplatz, genutzt.
Der Südhang des Berges ist von altkanarischen Wohnhöhlen durchsetzt, die durch nach wie vor erhaltene Steintreppen verbunden wurden.

## Sport
Der Club Balonmano Remudas Isla de Gran Canaria spielt Handball in der ersten spanischen Liga.

## Söhne und Töchter der Stadt
- María Luján Suárez (* 1988), Handballspielerin
- David Vega Hernández (* 1994), Tennisspieler